# Guipronvel
Guipronvel (bretonisch Gwiproñvel) ist eine Ortschaft und eine Commune déléguée in der französischen Gemeinde Milizac-Guipronvel mit 810 Einwohnern (Stand 1. Januar 2022) im Nordwesten der Bretagne im Département Finistère.
Die Gemeinde Guipronvel wurde am 1. Januar 2017 mit Milizac zur neuen Gemeinde Milizac-Guipronvel zusammengeschlossen.

## Lage
Guipronvel befindet sich nahe der Atlantikküste bei der Côte des Abers und der Bucht von Brest (Rade de Brest). Brest liegt 13 Kilometer südlich und Paris etwa 500 Kilometer östlich (Angaben in Luftlinie).

## Verkehr
Bei Brest enden die Schnellstraßen Europastraße 60 (Brest–Nantes) und Europastraße 50  (Brest–Rennes). Der Bahnhof von Brest ist Endpunkt des TGV Atlantique nach Paris sowie der Regionalbahnlinien in Richtung Rennes und Nantes. Nahe der Großstadt Brest befindet sich der Regionalflughafen Aéroport de Brest Bretagne.

## Bevölkerungsentwicklung
| Jahr                       | 1962 | 1968 | 1975 | 1982 | 1990 | 1999 | 2009 | 2014 |
| Einwohner                  | 384  | 362  | 385  | 522  | 570  | 609  | 680  | 787  |
| Quellen: Cassini und INSEE |      |      |      |      |      |      |      |      |